# Swingout

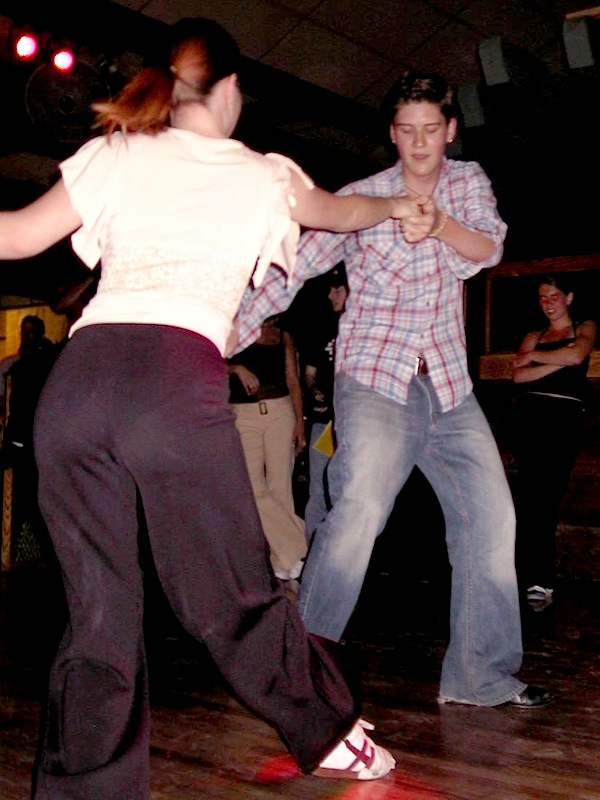
Swingout vid en social dans i Kalifornien 2003

Swingout är den mest grundläggande dansturen inom dansen Lindy Hop. Swingouten utvecklades ur en danstur kallad Breakaway, som i sin tur utvecklades från Texas Tommy. Swingout används förutom i Lindy Hop även i dansen jive.